# Isotoma tariva
Isotoma tariva är en urinsektsart som beskrevs av John L. Wray 1953. Isotoma tariva ingår i släktet Isotoma och familjen Isotomidae. Inga underarter finns listade i Catalogue of Life.